# Reka (Laško)
Reka is een plaats in Slovenië en maakt deel uit van de gemeente Laško in de NUTS-3-regio Savinjska. De plaats telde 167 inwoners op 1 januari 2020.